# Camille Papin Tissot
Pour les articles homonymes, voir Tissot.
Camille Papin Tissot, né le 15 octobre 1868 à Brest (Finistère) et mort le 2 octobre 1917 à Arcachon (Gironde), est un officier de marine français.
Précurseur et pionnier de la télégraphie sans fil, il établit les premières liaisons radios opérationnelles françaises en mer.

## Biographie

### Origines familiales
Camille Tissot est né à Brest le 15 octobre 1868 au 43 rue Saint-Yves dans une famille bourgeoise et protestante, d’un père officier de marine et d’une mère d’origine brestoise.
Son père, Pierre Louis Tissot, est né à Vauvert dans le Gard le 1er avril 1823, commence sa carrière comme aide mécanicien dans la Marine nationale en 1842.
Le 3 novembre 1866, Pierre Louis Tissot a 44 ans, il est lieutenant de vaisseau et chevalier de la Légion d'honneur quand il épouse à Brest Adeline Alexandrine Gérardin, âgée alors de 35 ans, née à Brest le 10 novembre 1831. Bretonne sur six générations au moins, avec des racines se trouvant essentiellement à Brest dans le quartier Saint-Pierre-Quilbignon, elle est issue d’une famille aisée au sein de laquelle elle a pu faire des études.
Le 9 avril 1867 naît Chilarète Tissot, le premier enfant du couple Tissot, mais le petit garçon meurt subitement deux ans plus tard. Camille Tissot a alors tout juste un an et demi.
Le couple Tissot aura ensuite une fille, Esther Adèle Tissot, née le 1er avril 1872. Les deux enfants seront essentiellement élevés par leur mère, car leur père, en activité, est souvent en mer.

### Carrière militaire du marin-savant
Recommandé par son père, Camille Tissot entre à l'École navale, à Brest en 1884. Il n’est alors âgé que de 16 ans.
Il fait ses classes sur le navire école Le Borda jusqu’en 1886. Il est ensuite affecté au port de Brest.
Dans les premières années de sa carrière dans la marine, il voyage beaucoup puisqu’en 1887 il embarque successivement sur le navire-école Iphigénie, sur le Nive, sur le Bretagne, sur le Magellan, puis en 1888, sur le cuirassé Océan.
Camille Tissot gardera un bel album photo souvenir de ses différentes expéditions et de ses expériences maritimes.
Il est nommé enseigne de vaisseau le 5 octobre 1889 au port de Brest.
En 1890, il embarque sur le croiseur à barbettes Primauguet, puis sur le Calédonien ; pour finir, il est affecté sur le croiseur Coetlogon, duquel il met définitivement sac à terre le 23 janvier 1891. Sur proposition de sa hiérarchie, et volontaire pour ce poste, il accepte d’occuper provisoirement une des chaires de physique et chimie de l'École navale, rendue vacante par l'absence de son titulaire. Au 1er janvier 1892, il est nommé sur Le Borda, en rade de Brest (Commandant Charles Aubry de la Noé). Son affectation est renouvelée en 1894, en 1896, année où il devient professeur titulaire.
Il est nommé lieutenant de vaisseau le 22 août 1896. Au 1er janvier 1897, il reste affecté sur Le Borda   (Commandant Octave de Bernardières) puis en 1899, 1901, 1902, 1903, ... , 1911...
Il est fait Chevalier de la Légion d'honneur, le 30 décembre 1900 pour ses travaux dans le domaine de la télégraphie sans fil et il reçoit avec M. Marbec le prix extraordinaire de 6000 francs de l'Académie des sciences le 5 janvier 1902.
Il restera en fait 21 ans professeur à l'École navale.
La passion des sciences lui ayant été transmise par son père, il obtient sans effort les grades de licencié ès-sciences physiques et licencié ès-sciences mathématiques pendant son service actif.
C’est aussi en qualité d'officier professeur à l'École navale qu'il se consacre à l'étude des oscillations électriques et de leur application dans le domaine maritime. Il fait d'ailleurs participer ses élèves-officiers à ses expérimentations. En 1905, il soutient sa thèse sur la résonance des antennes, publiée l'année suivante, et devient docteur ès sciences.
Son côté passionné et quelque peu original lui vaut une caricature en ombre baille que l’on peut admirer aujourd’hui encore sur les murs du hall tradition du musée de l’École navale.
Suivant l’exemple paternel, Camille Tissot acquiert progressivement ses grades au cours de ses diverses affectations : 
- 1er août 1886 : aspirant de seconde classe,
- 5 octobre 1887 : aspirant de 1re classe,
- 5 octobre 1889 : enseigne de vaisseau,
- 22 août 1896 : lieutenant de vaisseau (3 galons),
- 19 avril 1912 : capitaine de frégate (5 galons panachés).

Cette dernière promotion, exceptionnelle pour un marin n'ayant pratiquement pas navigué, est due à l'importance des travaux menés par Tissot pour la Marine nationale.
En 1912, il est affecté à Paris, au Laboratoire central de l’Artillerie navale et entame des recherches sur la direction optique des tirs.

### Mort
Pendant la Grande guerre, Camille Tissot ne dispose pas de collaborateurs et est envoyé de port en port et de station
en station dans des conditions climatiques difficiles pour installer du matériel de fortune sur des bâtiments auxiliaires et pour faire des réglages de TSF sans épargner sa santé. L'ingénieur général du génie maritime Gibouin a rendu dans
une étude son regret que les talents de Tissot n'aient pas été correctement employés.
Camille Tissot meurt le 2 octobre 1917 de maladie dans la villa Régine, 2 allée des Dunes à Arcachon (Gironde).
Déclaré mort pour la France par le président de la République Raymond Poincaré, il repose dans le carré militaire du cimetière d’Arcachon. Il était officier de la Légion d'honneur (1909) et officier de l’Instruction publique (1910),.
Le physicien André Blondel a rendu hommage à la carrière de Camille Tissot lors de la cérémonie d'enterrement: 

« Distingué par l’ensemble de ses travaux, le commandant Tissot fut appelé à faire concurremment avec le colonel Ferrié, des conférences de T.S.F. à l’École Supérieure d’Électricité. L’ouverture d’une section d’école de
T.S.F. à l’École Supérieure d’Électricité amenait, en effet, à la création de véritables cours magistraux dont l’un d’eux, de T.S.F. théorique, fut confié au commandant Tissot. Dès
l’année 1905, le commandant avait résumé la majeure partie de ses travaux théoriques dans un mémoire sur la « résonance des systèmes d’antennes » qui, présenté comme thèse à la faculté des sciences de Paris, valait à son auteur le grade de docteur ès sciences.
Mais la T.S.F. n’absorbait pas tous ses loisirs. Il s’occupait aussi de questions de compas, en particulier de compas sous cuirasse et d’applications d’optique à la Marine de guerre. C’est à lui que l’on doit le système de signaux spéciaux en service dans notre Marine de guerre.
Les derniers services scientifiques étaient reconnus, par une inscription au tableau pour le grade de capitaine de frégate, mesure tout à fait exceptionnelle à l’égard d’un officier qui, consacré au professorat, ne suivait pas la
filière régulière. Appelé à continuer ses services à Paris et attaché au Laboratoire Central de l’Artillerie Navale, le commandant Tissot se consacrait désormais plus spécialement – en dehors de ses travaux théoriques – à l’étude des questions de tir optique.
Là encore, il marquait son passage par l’introduction de certains perfectionnements apportés aux méthodes courantes. C’est ainsi qu’au moment même où éclatait la guerre, il mettait au point un dispositif optique destiné à l’exercice des pointeurs.
Il fut chargé, dès le début de la guerre, de nombreuses missions sur le littoral, missions dont il s’acquittait avec autant de dévouement que de compétence. Constamment exposé aux intempéries, il devait y contracter les germes de la maladie cruelle qui devait
l’emporter…
Au moment où vient de mourir pour la France l’un de ses premiers et meilleurs techniciens de la T.S.F., il nous paraît opportun de pré-
ciser les progrès les plus essentiels que nous lui devons dans cette science appliquée : ils sont de premier ordre.
Il a su le premier tirer parti du bolomètre pour
soumettre la T.S.F. a des recherches quantitatives et instituer un procédé de mesures
permettant d’évaluer avec précision le courant dans l’antenne réceptrice.
Il a pu en déduire la loi des portées et le facteur numérique qui y figure.
Il a été également un des premiers à montrer la fécondité de la méthode de Victor Bjerknes
pour la mesure des amortissements ; il a mis
en lumière l’application de la courbe de résonance à la T.S.F. et institué des procédés de
mesure précis des périodes et des amortissements des antennes.
Les relations expérimentales qu’il a déduites de ses expériences ont été confirmées par toutes les lois qu’on a pu déduire ultérieurement de la théorie et par les données recueillies ensuite par d’autres expérimentateurs.
Parmi les résultats les plus intéressants qu’il a obtenus, on peut signaler aussi la relation importante entre la valeur de l’amortissement et la qualité de la prise de terre, et
l’introduction de la notion de résistance du rayonnement des antennes, ainsi que la première détermination de cette résistance.
Toutes ces études sont caractérisées par la clarté et la conscience de la méthode.
Enfin, le commandant Tissot a été l’un des premiers et des plus ardents à préconiser l’introduction des signaux horaires internationaux ; pour faciliter la réception de ces signaux, il a, dès l’origine, recommandé et réalisé le type de récepteurs simplifiés, dits actuellement récepteurs apériodiques.
[…] Ces publications et travaux, qui faisait honneur à notre pays, ont une valeur durable et assurent notre reconnaissant souvenir au commandant Tissot dont le nom doit être conservé dans la littérature technique ; son mérite était reconnu non seulement par les spécia-
listes de la T.S.F. française qui l’avaient appelé, en 1913, à faire partie du comité de
télégraphie sans fil scientifique, dont il était
un des membres les plus compétents et écoutés, mais encore dans le monde interna-
tional de la T.S.F.
Sa mort est une perte sensible pour notre pays et pour la science électrique. »

— André Blondel

## Travaux

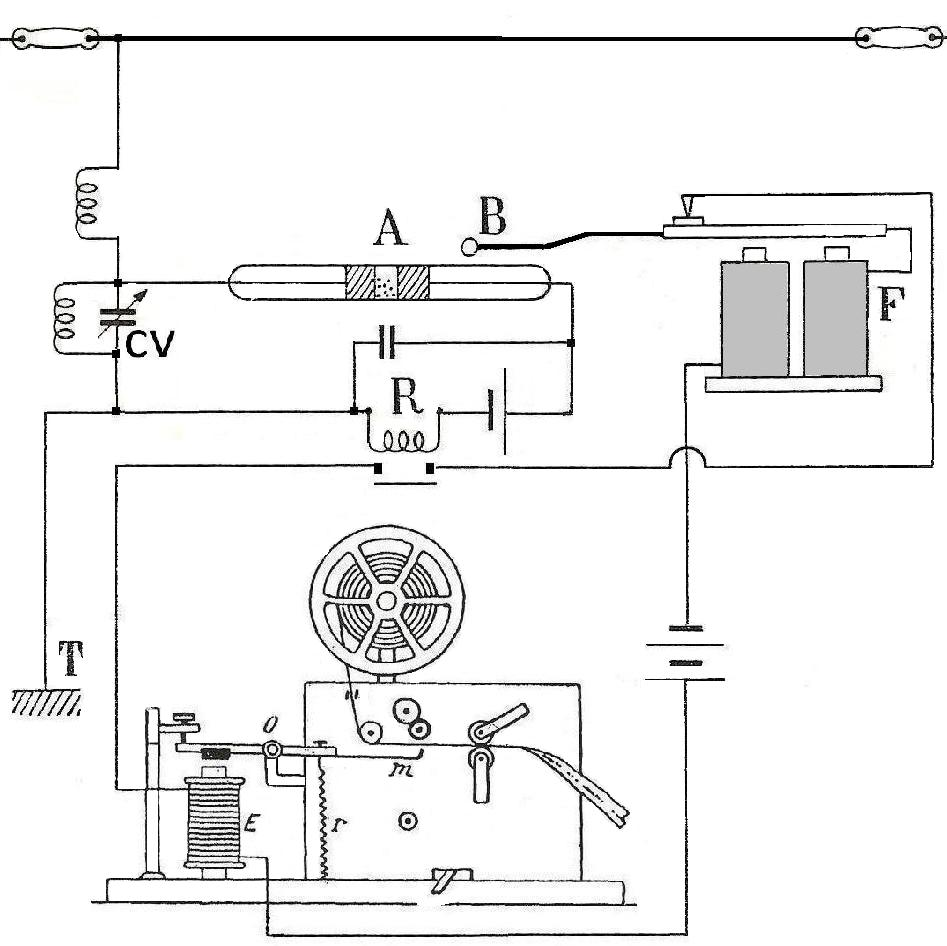
En 1902 : depuis le phare du Stiff, la station radiotélégraphique à cohéreur a une portée de 80 kilomètres.

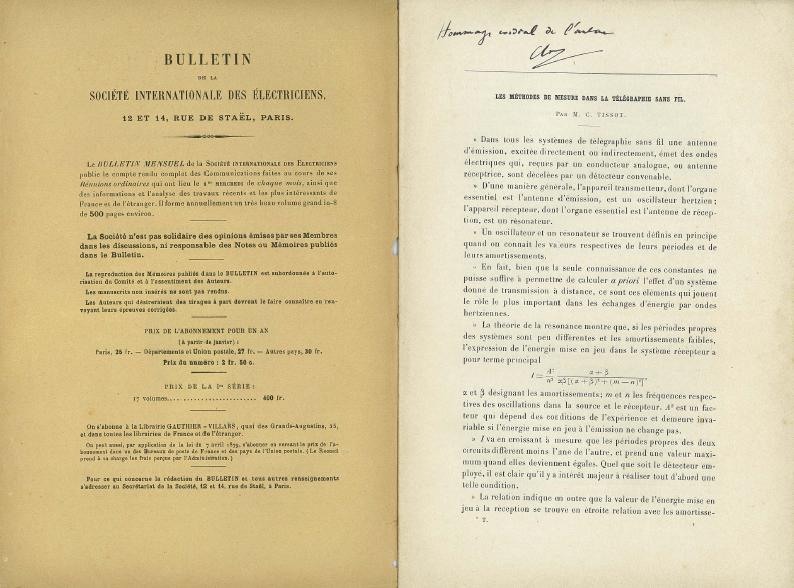
Article de Camille Tissot, accompagné d'une dédicace à Maurice Jeance, paru dans le no 57 de juillet 1906 du bulletin de la Société internationale des électriciens.

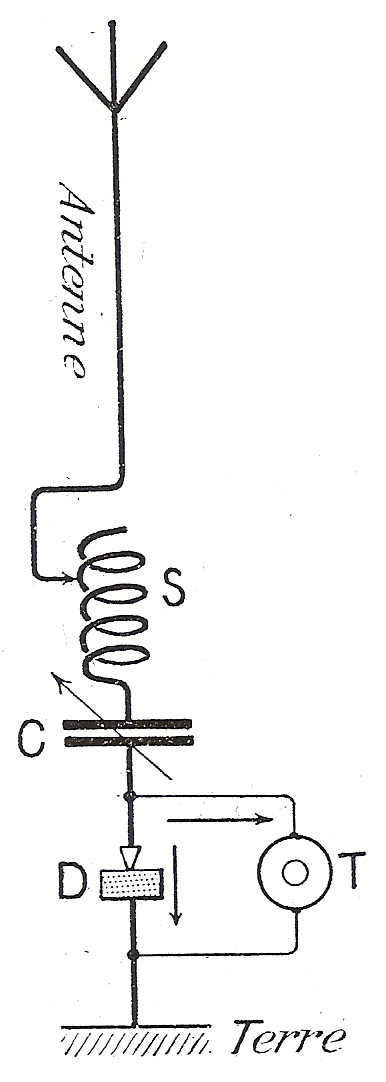
Poste à écouteur de faible impédance.

- Dès l’année 1896, alors que les travaux de Lodge et de Marconi concernant la TSF sont encore très peu connus, Tissot reprend les théories de Hertz et les expériences d'Édouard Branly et d'Alexandre Popov pour poursuivre, sur le « Borda », des recherches parallèles et indépendantes. Il construit lui-même son matériel de TSF avec l’aide d’Édouard Branly et du constructeur Eugène Ducretet, pour qui il mettra au point des appareils[1].

- Le 3 août 1898, en présence du ministre de la Marine, il établit la première liaison radio opérationnelle française en mer : 1 800 mètres entre le « Borda » et le sémaphore du parc aux Ducs à Brest. Convaincu, le ministre prescrit le 6 août au port de Brest de financer à Tissot l’achat de matériel pour lui permettre de poursuivre ses essais[1].

- En 1898 également, il établit le contact radio entre l’île d’Ouessant et le phare de Trézien sur le continent, créant, de fait, la première station de TSF qui ait été installée en France[9]. Cette station deviendra Ouessant TSF, indicatif FFU (station Française Fixe de Ushant), active jusqu’en 1943 puis déplacée au Conquet après la guerre[1].

- Avec ces appareils, Camille Tissot monte en 1899 une grande campagne d’essais et assure des communications par ondes hertziennes, d’abord entre différents points de la rade de Brest et l’église Saint-Martin, puis jusqu’à l’île Vierge (Plouguerneau) et le Stiff (Ouessant)[1].

- En 1899, Tissot publie au bulletin des travaux des officiers un rapport d’un intérêt historique remarquable, dans lequel il décrit ses travaux et expériences à travers la rade de Brest. Il émet des réserves, à plusieurs reprises, sur la qualité de certains travaux de Marconi. À l'époque de l’écriture de ce rapport, la TSF en tant que moyen opérationnel de communication n’a même pas 18 mois[1].

- En 1900, Tissot équipe la Marine nationale de ses premiers appareils de TSF[1].

- En 1902 : depuis le phare du Stiff, essais par Camille Tissot de la station Ouessant TSF avec un récepteur radio à cohéreur et un émetteur à arc par bobine de Ruhmkorff. Cette station à une portée radiotélégraphiques de 80 kilomètres avec une flotte de 14 navires en mer et avec Brest[1].

- Dès 1904 : la station Ushant (Ouessant TSF) avec l'Indicatif (radio) FFU (depuis le Stiff), effectue des liaisons radiotélégraphiques sur la longueur d'onde des 600 mètres avec une flotte de 80 paquebots[10].

- À partir de 1905, Camille Tissot fait des études très approfondies sur la détection des signaux radio. Les archives de Tissot et ses cahiers d’expériences laissent penser qu’il est celui qui a poussé le plus loin les essais dans ce domaine en France. C'est à la suite de ces travaux que Maurice Jeance et Victor Colin améliorent durant plusieurs années l'émetteur des ondes radio. Ils emploient le moyen exposé en 1892 par Elihu Thomson, c’est-à-dire l’arc électrique et utilisent l'émetteur à arc, dit Arc de Poulsen dû à l'inventeur danois éponyme Valdemar Poulsen en 1903[11],[12],[13].

- En 1907, à la suite de ces essais, Tissot démontre la possibilité d’utiliser la TSF pour transmettre un signal horaire et régler les chronomètres des navires en mer[1].

- Il saisit le 22 janvier 1908, le Bureau des longitudes d’une proposition de création du service journalier d’émission de ces signaux depuis la tour Eiffel. Ce bureau procède à l’installation de ce service à partir du 23 mai 1910. Ce système sera ensuite étendu à la transmission des longitudes[1].

- En 1907, Camille Tissot conçoit avec F. Pellin un récepteur à galène sans réglage fastidieux pour recevoir ces signaux à bord des navires de commerce[1].

- En 1911, son expertise technique est demandée par un comité d’industriels français mené par E. Girardeau, durant la série de procès qui opposent Marconi et l’industrie française de la TSF : la Société française radio-électrique (SFR) et la Compagnie générale radioélectrique (CGR). À l'occasion de ces procès, Tissot et Ferrié chercheront notamment à démontrer certaines failles du brevet 77777 de Marconi, mais aussi l'antériorité d'expériences de certains savants français, comme Eugène Ducretet. Marconi gagne le procès en première instance contre la SFR et la CGR, mais cette décision de justice qui donnait le droit à Marconi de demander le remplacement du matériel français par du matériel de la Wireless Company ne sera jamais appliquée en France, puisqu'en 1914 Marconi se voit débouté définitivement de sa demande[1].

- Durant la guerre, Camille Tissot fait plusieurs séjours à Bizerte (Tunisie française), pour équiper en radio des cargos charbonniers utilisés par l’armée, et travaille en même temps sur l’écoute des bruits rayonnés par les sous-marins dans la mer[1].

## Publications

Résonance de l'antenne.

Camille Tissot a écrit trois ouvrages très détaillés et clairs : 
- Mémoire de thèse de doctorat sur la résonance des antennes (1905)[14].
- Traité sur les oscillations électriques (1906)
- Manuel de TSF théorique et pratique (1912), réédité jusqu’en 1932 (6e édition).

Il est aussi l’auteur de nombreux articles de vulgarisation de la TSF dans des revues scientifiques internationales, et donnera de très nombreuses conférences sur le sujet,.

## Décorations
- Chevalier de la Légion d'honneur
- Officier de la Légion d'honneur
- Officier de l'ordre des Palmes académiques (Officier de l’Instruction publique)
- Mort pour la France

## Hommages
Bien que n’en étant pas membre, Camille Tissot intervient régulièrement devant l’Académie des sciences, et certaines de ces interventions sont de véritables brevets d’invention. Il reçoit plusieurs prix et récompenses de cette Académie.
Ses travaux lui ont valu d’être appelé à participer au Comité de TSF scientifique, comité dont il fut l’un des membres les plus compétents et écoutés. Il était aussi membre de plusieurs autres sociétés scientifiques à travers le monde.
Des rues portent son nom : la rue du commandant Tissot à Brest et la rue Camille Tissot à Plouzané.